# هلكونوات
هِلْكُونوات (الاسم العلمي: Heliconiini)، قبيلة فراشات من حرشفيات الأجنحة وفُصيلة الهلكونية. وتُعرف أيضَا باسم فراشات الكرمة العاطفية. هذه المجموعة تضم نحو 100 نوع ونويع موزعة في المقام الأول في العالم المداري الجديد.